# Розалион-Сошальская, Варвара Владимировна
Варва́ра Влади́мировна Розалио́н-Соша́льская (25 февраля 1907, Санкт-Петербург, Российская империя — 15 июля 1992, Москва, Россия) — советская актриса театра и кино. Заслуженная артистка РСФСР (1939), народная артистка РСФСР (1971). Мать актёра Владимира Сошальского.

## Биография

Могилы В. В. Сошальской и её сына В. Б. Сошальского на Троекуровском кладбище Москвы.

Родилась 25 февраля 1907 года в Санкт-Петербурге, в семье Владимира Евгеньевича Розалион-Сошальского, выпускника Императорского Александровского лицея (1891, IX кл., серебряная медаль), статского советника, члена Совета Государственного дворянского земельного банка Российской империи; репрессирован в 1918 году.
После Октябрьской революции вместе с матерью, Тамарой Константиновной (1875—?), была вынуждена покинуть Петроград и переехать в Коктебель. В Новочеркасске поступила в находившийся в эвакуации Смольный институт благородных девиц. Ее старшая сестра — Мария Владимировна Розалон-Сошальская) (род. 1906; в замуж Орбелиани, затем Фрешкоп) эмигрировала из Советской России, жила в Бельгии. Брат отца, Борис Евгеньевич Розалион-Сошальский, полковник, служивший в Гражданскую войну в Добровольческой армии и ВСЮР также эмигрировал. 
В 1929 году окончила Ленинградский техникум сценического искусства (руководитель В. Н. Соловьёв). Работала в Ленинградском Молодом театре (с 1935 года — театр-студия С. Э. Радлова, с 1939 года — Ленинградский театр имени Ленсовета).
Во время Великой Отечественной войны выступала в составе фронтовой концертной бригады Всесоюзного гастрольно-концертного объединения (ВГКО). В 1942—1950 годах работала в областных драматических театрах Калинина (1942—1944), Петрозаводска (русский театр 1946—1949), Тулы (1949—1950). С 1950 по 1991 годы — актриса Театра имени Моссовета.
Была женой актёра Бориса Феодосьева. В этом браке 14 июня 1929 года у супругов родился сын Владимир Феодосьев (Сошальский), в будущем также выбравший актёрскую профессию.
Скончалась 15 июля 1992 года в Москве на 86-м году жизни. Похоронена на Троекуровском кладбище в Москве.

## Творчество

### Ленинградский театр имени Ленсовета(1929—1942)
- 1934 — Джульетта («Ромео и Джульетта» У. Шекспира)
- 1935 — Дездемона («Отелло» У. Шекспира)
- 1935 — Любовь Семеновна Корюшко («Далёкое» А. Афиногенова)
- 1937 —  Васса («Васса Железнова» М. Горького)
- 1937 —  Лаура («Каменный гость» А. С. Пушкина)
- 1938 —  Гертруда («Гамлет» У. Шекспира)
- 1940 — Миссис Чивли («Идеальный муж» О. Уайльда)
- 1940 — «Ключи Берлина» М. Гуса и К. Финна
- 1941 — Чайка («Адмирал Нахимов» И. В. Луковского)
- — Кручинина («Без вины виноватые» А. Н. Островского)

### Театр имени Моссовета(1950—1991)
- 1952 — «Красавец мужчина» А. Н. Островского — Сосипатра Семеновна
- 1952 — «Гражданин Франции» Д. Я. Храбровицкого — Ирэн Дюмон-Тери
- 1952 — «Маскарад» М. Ю. Лермонтова, режиссёры Ю. А. Завадский и И. С. Анисимова-Вульф — Баронесса Штраль
- 1962 — «Ленинградский проспект» И. Штока. Постановка И. С. Анисимовой-Вульф — Клавдия Петровна Забродина
- 1966 — «Они сражались за Родину» П. Г. Демина по роману М. А. Шолохова. Режиссёр: А. Т. Зубов — Старуха
- 1968  — «Глазами клоуна» по Г. Бёллю; постановка Г.Л. Бортникова  — Фрау Шнир
- 1971 — «Золото, золото — сердце народное!» по произведениям Н. А. Островского
- 1980  — «Правда — хорошо, а счастье лучше» А. Н. Островского. Постановка С. Ю. Юрского — Мавра Тарасовна Барабошева
- 1988 — «Женский стол в „Охотничьем зале“» В. Мережко — Веденеева
- — Настасья («Мое сердце с тобой» Ю. П. Чепурина)
- — Щербакова («Бабье лето» З. В. Чернышевой)
- — Мать («Дом на песке» Р. Ибрагимбекова)
- — Рапаич («ОБЭЖ» Б.
- — Галина Степановна («Комната» Э. В. Брагинского)

### Роли в кино
1. 1929 — Родной брат — Надежда, жена Горбачева
2. 1955 — Девушка-джигит — Марьяна
3. 1964 — Ленинградский проспект (фильм-спектакль Театра имени Моссовета)
4. 1965 — Петух — Джамал
5. 1969 — Улица Ангела
6. 1972 — Золото, золото — сердце народное (фильм-спектакль Театра имени Моссовета)
7. 1973 — Следствие ведут ЗнаТоКи. Дело № 9 «Свидетель» — Тамара Георгиевна, мать майора Томина
8. 1974 — Скворец и Лира — Амалия фон Шровенхаузен, баронесса
9. 1975 — Ольга Сергеевна — мать Вадима
10. 1976 — Голубой портрет — бабушка Тани
11. 1978 — Следствие ведут ЗнаТоКи. Дело № 12 «Букет на приёме» — Тамара Георгиевна, мать майора Томина
12. 1979 — Цезарь и Клеопатра — Фтататита
13. 1981 — Факты минувшего дня — мать Кряквиных
14. 1981 — Житие святых сестёр — игуменья
15. 1984 — Берег его жизни
16. 1984 — Благие намерения — Наталья Ивановна Макарова, директор детдома
17. 1989 — Утоли моя печали — Марья Николаевна
18. 1990 — Десять лет без права переписки — юрист
19. 1990 — Золотая шпага

### Киножурнал «Ералаш»
1. 1983 — Выпуск № 41 (сюжет «Педагогическая драма») — Марья Ивановна, преподаватель словесности

## Награды и звания
- 1939 — Заслуженная артистка РСФСР (11 марта 1939)
- 1940 — Орден «Знак Почёта» (1 июня 1940)[8]
- 1971 — Народная артистка РСФСР (14 января 1971)